# Niels Oude Kamphuis
Niels Oude Kamphuis est un footballeur néerlandais né le 14 novembre 1977 à Hengelo. Il jouait le plus souvent au poste de milieu défensif, mais il pouvait aussi occuper la position de défenseur. 

## Biographie
Oude Kamphuis a connu trois clubs durant sa période professionnelle : le FC Twente, où il a débuté et terminé sa carrière, puis le FC Schalke 04 et le Borussia Mönchengladbach, deux clubs du Championnat d'Allemagne où il a passé sept saisons. Il a dû arrêter la pratique du football de haut niveau à cause de blessures récurrentes au tendon d'Achille.